# Etesi

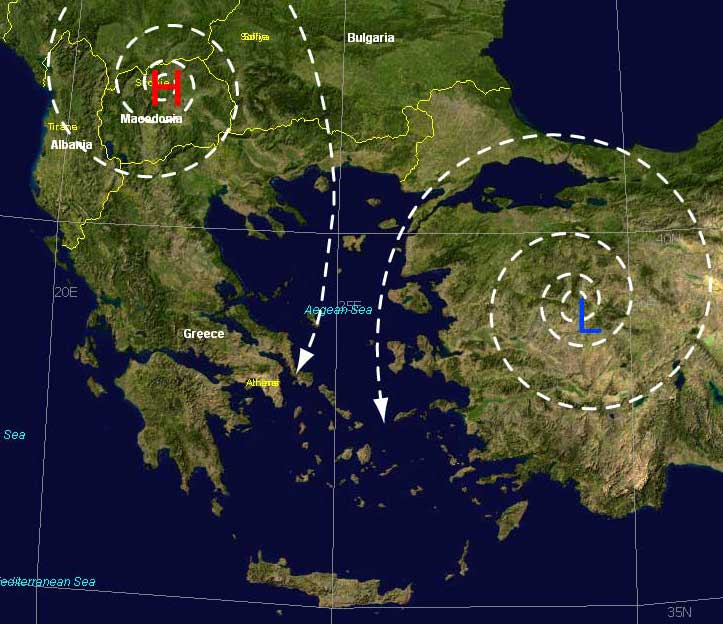
Els etesis ocorren quan pressions elevades (H) es formen sobre els Balcans i es formen pressions baixes (L) sobre Turquia.

Els etesis (grec antic: ἐτησίαι, etēsiai, vents periòdics; de vegades trobat en la forma llatina etesiae), meltemia (grec: μελτέμια; plural de μελτέμι meltemi) o meltem (en turc) són els vents forts i secs del mar Egeu, que bufen des de mitjan maig fins a mitjan setembre. Els etesis són una influència en el temps dominant a la conca de l'Egeu.
El mot prové de la paraula grega ἔτος etos "any", que suggereix les fluctuacions anuals cícliques en què apareixen els vents. Els etesis s'han descrit des de l'antiguitat; els seus noms en turc i grec modern probablement són un manlleu de l'italià mal tempo ("mal temps"). Tot i que de vegades es considera un vent monsó, és sec i no es correspon amb un vent oposat a l'hivern. Tanmateix, els etesis es correlacionen llunyanament amb els monsons de l'estiu del subcontinent indi, en ser un comellar de baixes pressions cap a la regió del Mediterrani oriental que causa que els etesis bufin durant l'estiu.
Arriben a la màxima intensitat durant la tarda i acostumen a afluixar durant la nit, tot i que de vegades els vents duren dies sense parar. Vents similars bufen a les regions adriàtiques i jòniques. Els etesis són perillosos pels mariners, ja que poden aparèixer en bon temps sense previ avís, i arribar a 7–8 Beaufort.